# Агирре, Беатрис
Беатрис Офелия Агирре Вальдес (исп. Beatriz Ofelia Aguirre Valdez; 21 марта 1925, Артеага, Коауила, Мексика — 29 сентября 2019) — мексиканская актриса и мастер дубляжа.

## Биография
Родилась 21 марта 1925 года в Артеаге. После окончания средней школы поступила на факультет стоматологии в один из медицинских институтов Мехико, но проучившись там некоторое время, решила посвятить свою жизнь кинематографу. В мексиканском кинематографе дебютировала в 1944 году и с тех пор снялась в 89 работах в кино и телесериалах. В конце 1940-х годов поступила в Национальный институт изобразительных искусств, практически тогда же дебютировала и в театре в пьесах Антигона и Креонте.
Скончалась 29 сентября 2019 года.

### Личная жизнь
Беатрис Агирре вышла замуж за малоизвестного актёра Гильермо Романо и родила двоих детей: Карлоса и Фабиолу.

## Фильмография

### Избранные телесериалы
- 1959 — Тереса — Луиса
- 1976 — Бандиты с замёрзшей реки — Агустина
- 1978 —
  - Вивиана — Лус Мария
  - Доменика Монтеро — донья Мерседес
- 1980 —
  - Неприкаянные сердца — Лоренса
  - Тщеславие
- 1981 — Дом, который я ограбила — Ханина
- 1982 — Бьянка Видаль — Эмилия
- 1984 — Страстная Исабела — Селина
- 1986 — Девчонка
- 1988 — Сладкое желание — донья Эстер Сандоваль
- 1989 — Судьба — Антония
- 1994 — Полёт орлицы — Агустина де Ромеро Рубио
- 1995 —
  - Алондра — Росита
  - Мария Хосе — Тереса
- 1997 — Ураган — донья Ирасема
- 2008-09 — Осторожно с ангелом — Мариана

### Избранные фильмы
- 1960 — Красная шапочка — мама Красной Шапочки

## Награды и премии

### Ариэль(1 из 1)
| Год  | Номинация      | Год        | Итоги премии |
| ---- | -------------- | ---------- | ------------ |
| 1993 | Лучшая актриса | Годы Греты | Победа       |

### TVyNovelas(0 из 1)
| Год  | Номинация                 | Телесериал          | Итоги премии |
| ---- | ------------------------- | ------------------- | ------------ |
| 2002 | Лучшая выдающаяся актриса | Рождённый без греха | Номинация    |

### Bravo(2 из 2)
| Год  | Номинация                                                                    | Телесериал | Итоги премии |
| ---- | ---------------------------------------------------------------------------- | --- | ------------ |
| 2002 | Лучшая выдающаяся актриса                                                    | Рождённый без греха | Победа       |
| 2015 | Специальная номинация за личный вклад в развитие мексиканского кинематографа | В связи с 71-летием творческой деятельности присудить актрисе Беатрис Агирре специальный приз за личный вклад в развитие мексиканского кинематографа | Победа       |

### Calendario de Oro(1 из 1)
| Номинация             | Персона        | Итоги премии |
| --------------------- | -------------- | ------------ |
| Лучший мастер дубляжа | Беатрис Агирре | Победа       |

### Arlequín(1 из 1)
| Номинация                                                     | Персона        | Итоги премии |
| ------------------------------------------------------------- | -------------- | ------------ |
| За многолетнее служение в области мексиканского кинематографа | Беатрис Агирре | Победа       |

### ACE(1 из 1)
| Номинация                         | Персона        | Итоги премии |
| --------------------------------- | -------------- | ------------ |
| За огромный вклад в киноискусство | Беатрис Агирре | Победа       |